# Dodge Ram Rumble Bee

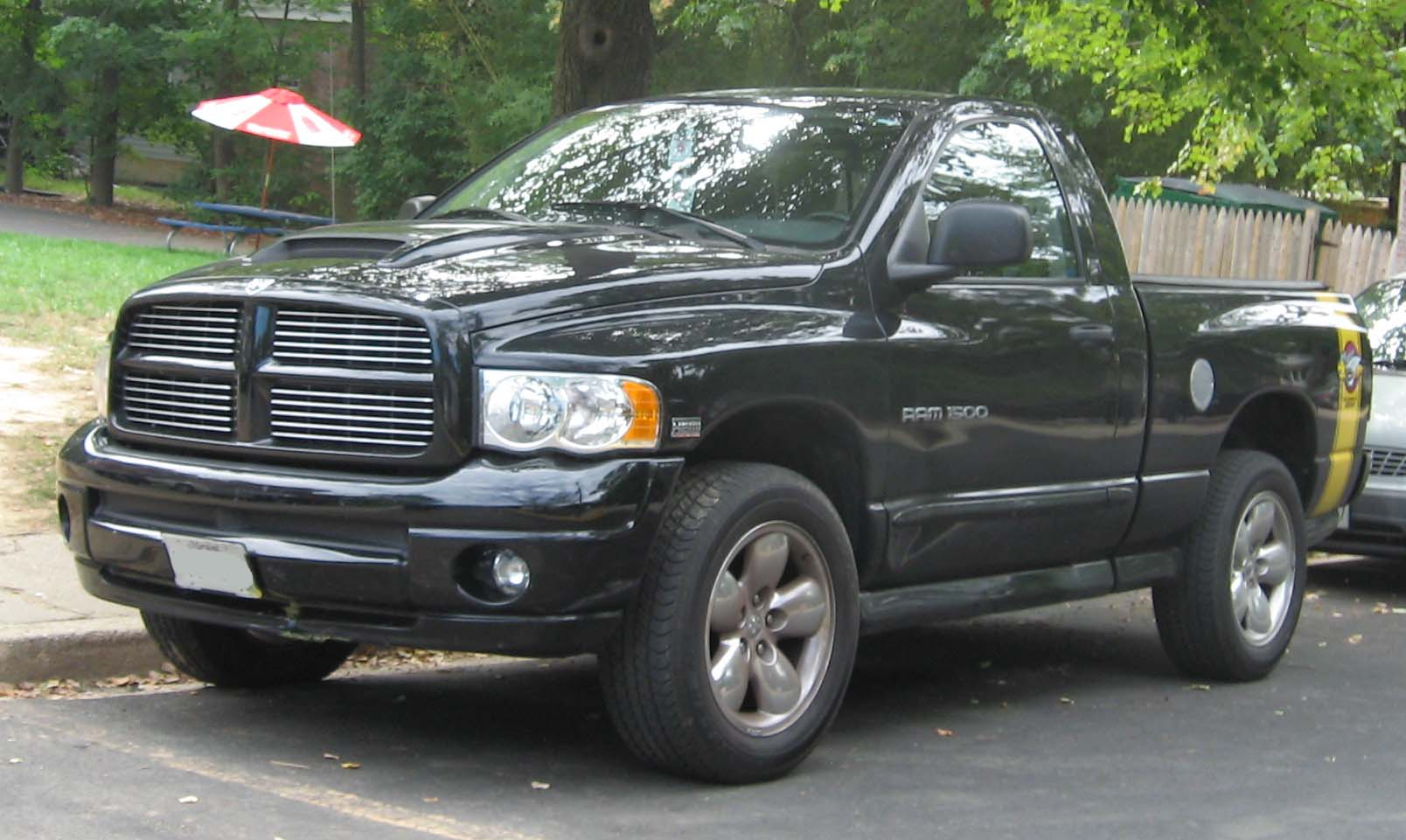
Dodge Ram Rumble Bee

Dodge Ram Rumble Bee är en bil av märket Dodge. Bilen är en modern variant av Dodge Super Bee och tillverkades i begränsad upplaga mellan 2004 och 2006 av Chrysler Corporation. Den marknadsfördes med mottot "If you can't dodge it, RAM IT!"